# مقاطعة كولومبيانا (أوهايو)
مقاطعة كولومبيانا (بالإنجليزية: Columbiana County)‏ هي إحدى مقاطعات ولاية أوهايو في الولايات المتحدة الأمريكية.

## أعلام
- جوليا كارتر ألدريش
- ويليام شابمان رالستون
- ستيفن جي. بورتر
- ديفيد مور
- ويليام إل. هارت